# Yakovlev Yak-38
Yakovlev Yak-38 (tên hiệu NATO: Forger) là chiếc máy bay chiến đấu đa nhiệm đầu tiên của Hàng không Hải quân Xô viết. Nó là loại máy bay có khả năng cất hạ cánh thẳng đứng thứ 2 được chế tạo hàng loạt trên thế giới, ít lâu sau chiếc Hawker Siddeley Harrier của Anh quốc.

## Phát triển

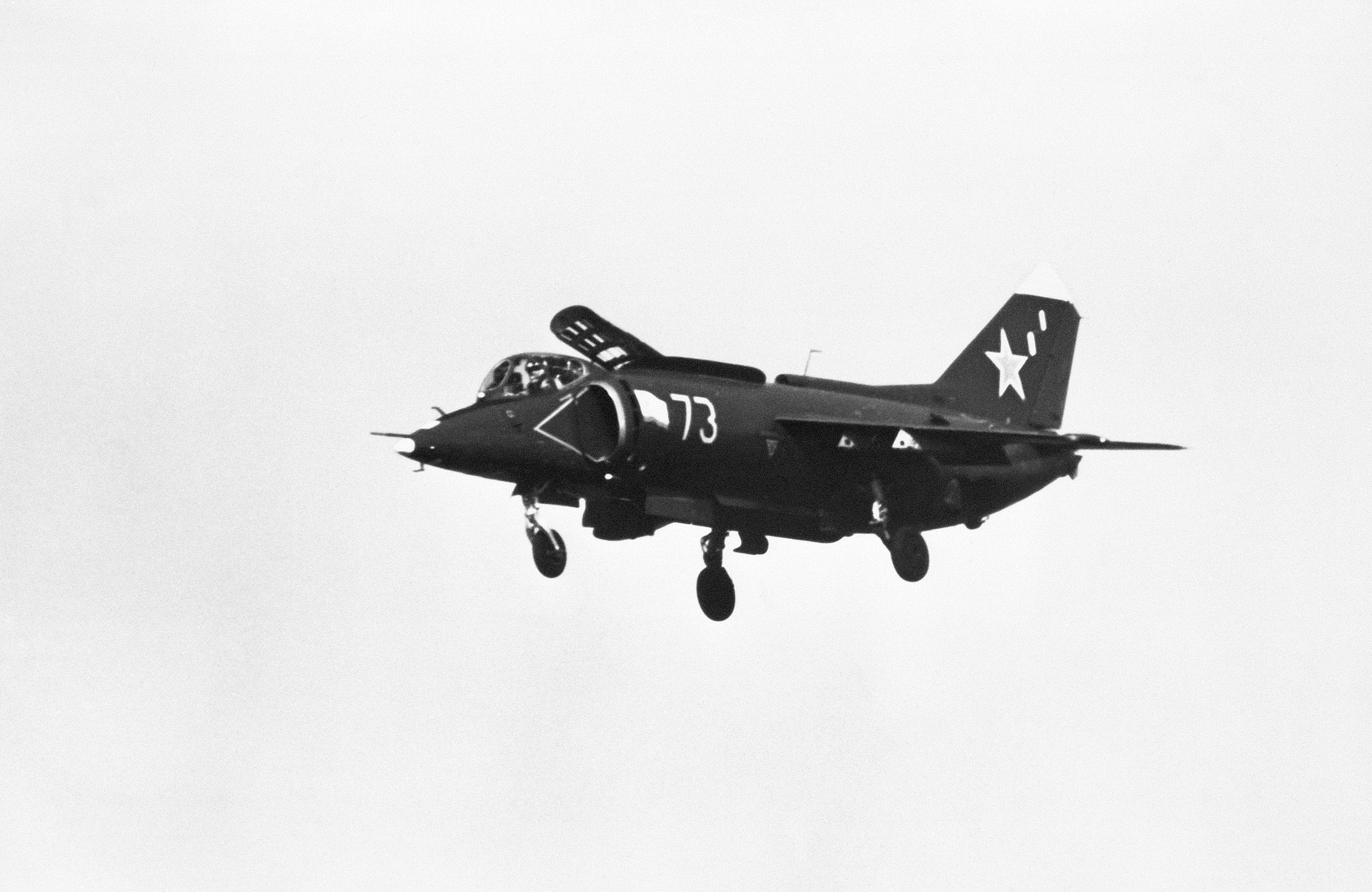
Yak-38 đang thực hiện thao tác cất hạ cánh thẳng đứng

Những bản vẽ thiết kế đầu tiên của chiếc máy bay này có ảnh hưởng rất lớn từ loại Hawker P.1154 đang trong quá trình nghiên cứu tại Anh Quốc nhưng sử dụng hai động cơ R27-300. Những tính năng thao diễn siêu âm sẽ đặt ra nhiều khó khăn cho quá trình phát triển, vì thế nó được quyết định chỉ là một loại máy bay khá đơn giản với tốc độ giới hạn Mach 0,95. Dù chiếc Yak-38 và Yak-38M đều được phát triển từ loại Yak-36 'Freehand' cho căn cứ mặt đất, nhưng hầu như chúng không có điểm gì tương đồng.
Không giống như mẫu máy bay cất hạ cánh thẳng đứng và sử dụng đường băng ngắn rất thành công của Anh là Sea Harrier, thiết kế Yakovlev Yak-38 của Liên Xô gặp nhiều vấn đề trong vận hành ở vùng có khí hậu nóng Tuy nhiên, Yak-38 có tỷ lệ tai nạn ít hơn. Không lực Hoàng gia đã đưa vào sử dụng 241 chiếc Harriers trong giai đoạn 1969-81, bị thiệt hại 25 phi công và có 83 vụ tai nạn; trong khi hải quân Xô viết đưa vào sử dụng 115 chiếc Yak-38 trong giai đoạn 1974-80, và chỉ mất 4 phi công cùng 36 vụ tai nạn.
Nguyên mẫu VM-01 được hoàn thành ngày 14 tháng 4 năm 1970, và ngày hôm sau được gửi tới LII của zhukovskii cho những cuộc thử nghiệm trong tháng 5/6 năm 1970. Mikhail Deksbakh đã điều khiển chuyến bay đầu tiên ở hình thức quy ước thông thường ngày 15 tháng 1 năm 1971. Chiếc VM-03 thực hiện chuyến bay cất cánh đường băng ngắn đầu tiên ngày 25 tháng 5 năm 1971. Những cuộc thực nghiệm trên biển trên bong tàu tuần dương Kiev được tiến hành năm 1975. 231 chiếc Yak-38 đã được sản xuất, gồm cả 38 chiếc huấn luyện (Yak-38U). Chúng được bố trí trên bốn chiếc tàu sân bay lớp Kiev.
Một đặc điểm đáng chú ý của chiếc Yak-38 là nó có thể tự động hạ cánh. Chiếc máy bay có thể kết nối từ xa với một hệ thống máy tính trên tàu sân bay cho phép nó được hướng dẫn hạ cánh xuống boong hoàn toàn tự động không cần sự can thiệp của phi công.

## Lịch sử hoạt động

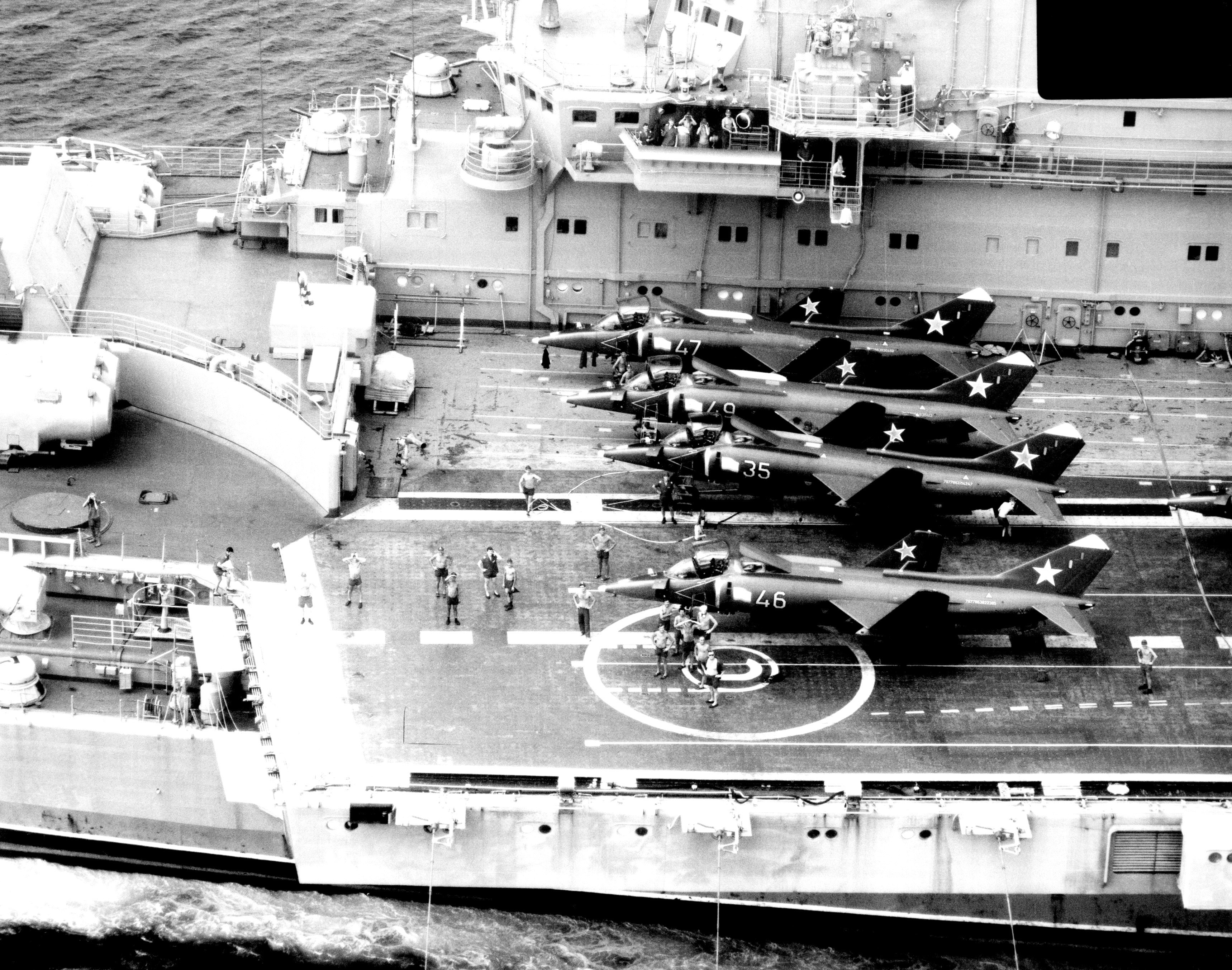
Yak-38 trên tàu sân bay Minsk

Đợt giao hàng số lượng lớn đầu tiên loại Yak-36M là 279 chiếc cho OKShAP (Otdelnyi Korabelnyi Shturmovoi Aviatsionnyi Polk, Trung đoàn Không quân Tấn công Độc lập Hải quân) lúc đầu đóng căn cứ tại Saki, trung tâm huấn luyện AV-MF nằm tại Crimea. Các phi công của đơn vị này được lấy từ Yakovlev OKB và LII tại Zhukovskii, cũng như từ AV-MF. Được thành lập ngay từ tháng 12 năm 1973, Phi đội Biển đen 279 OKShAP sử dụng một boong giả lập theo mô hình boong tàu sân bay lớp Kiev, và cũng dùng hai chiếc MiG-21UM (và trong một thời gian ngắn, những chiếc Ka-25) cho mục đích huấn luyện. Phi đội AV-MF đầu tiên bắt đầu hoạt động tại tàu Kiev tháng 7 năm 1976. Khi những chiếc Yak-36M đầu tiên vượt qua các cuộc kiểm nghiệm tháng 8 năm 1976 (thời điểm ấy tàu Kiev đang ở trên Đại Tây Dương), những chiếc máy bay được AV-MF chính thức chấp nhận vào tháng 10, với tên gọi mới Yak-38.
Khi tới Murmansk, 279 OKShAP được chuyển giao cho Hạm đội Biển Bắc, và những chiến dịch hoạt động sau đó của chúng chủ yếu được chỉ huy từ Severomorsk-3. 299 IIAP (Issledovatlesko-Instruktorskiy Aviatsionnyi Polk, Trung đoàn Nghiên cứu và Đào tạo Không quân) đã được thành lập với tư cách một đơn vị huấn luyện tại Saki tháng 9 năm 1976 để thay thế đơn vị trước đó trực thuộc Hạm đội Biển Đen.
Tháng 2 năm 1978 Minsk, chiếc tàu thứ hai thuộc Dự án lớp 1143, chính thức đi vào hoạt động và được phiên chế một loạt Yak-38 thử nghiệm khác, bắt đầu từ tháng 4 năm 1978, với mục tiêu chủ yếu là phát triển quy trình thao tác hoạt động cho các chiến dịch sử dụng máy bay cất hạ cánh thẳng đứng. Chuyến đi của Minsk ra ngoài Biển Đen tháng 2 năm 1979 là cuộc huấn luyện lớn đầu tiên có sự tham gia của hai chiếc tàu thuộc Dự án lớp 1143 tại Địa Trung Hải. Trong dịp này, năm máy bay xuất phát từ mỗi tàu đã tiến hành các bài tập đội hình với sự có mặt của các quan sát viên NATO. 

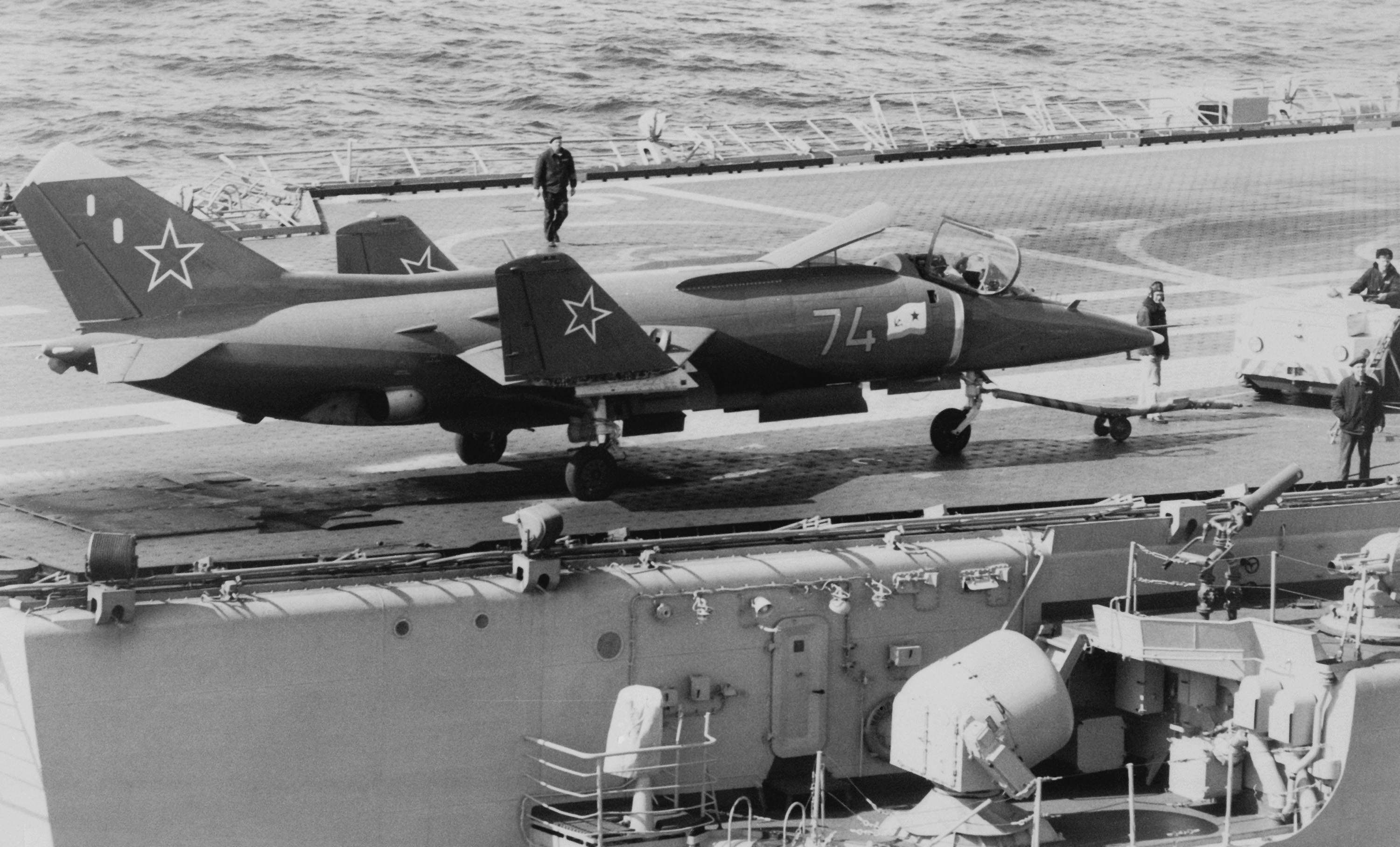
Yak-38 gập cánh trên boong tàu

Lượng chất tải hữu ích nhỏ của Yak-38 chính là gót chân Achilles của nó, nhưng sức nóng xuất hiện trên vùng Biển Đen sau những vụ thử nghiệm mùa hè năm 1976 khiến chiếc máy bay này thường không thể mang theo bất kỳ một loại vũ khí treo ngoài nào, dù việc đó giúp giảm chất tải nhiên liệu. Những vấn đề tương tự xuất hiện khi chiếc Minsk xuất hiện ngoài khơi bờ biển Tây Phi và sau đó tại Ấn Độ Dương; ở những thời điểm đó, những chiếc máy bay cất hạ cánh thẳng đứng này tỏ ra không sẵn sàng cất cánh trong những điều kiện thời tiết nóng và ẩm. (Một hệ thống hút oxy có thể giúp giải quyết vấn đề này, và đã được lắp đặt từ tháng 9 năm 1979 trong các đợt sửa chữa định kỳ). Tháng 7 năm 1979 Minsk tới Biển Nhật Bản, nơi nó neo đậu tại Vịnh Strelok, sau đó những chiếc Yak-38 trên bong được 311 OKShAP trực thuộc Hạm đội Thái Bình Dương cung cấp. 311 OKShAP là đơn vị AV-MF Yak-38 thứ 2, và đã được thành lập từ tháng 3 năm 1976.
Trong vài năm đầu tiên hoạt động trên boong tàu chiến Yak-38 không thực hiện đầy đủ những hoạt động cất cánh chạy đà và hạ cánh chạy đà, khiến một số nhà quan sát phương Tây cho rằng những yếu tố chủ chốt trong thiết kế hệ thống phụt khí của nó khiến loại máy bay này chỉ có thể hoạt động theo kiểu cất hạ cánh thẳng đứng. Trên thực tế, những cuộc thử nghiệm cất cánh đường băng ngắn đã được bắt đầu từ tháng 12 năm 1979, trong khi những cuộc thử nghiệm hạ cánh có chạy đà tiếp tục được thực hiện trên boong chiếc Minsk trong khoảng giữa tháng 9 năm 1980 và tháng 2 năm 1981. Các hoạt động cất hạ cánh thẳng đứng được thực hiện dễ dàng hơn nhờ một hệ thống tự động kiểm soát bay, được kết nối với nút bấm trên cần điều khiển của phi công. Hoạt động cất cánh có chạy đà được thực hiện với các động cơ nâng xoay hướng chếch về phía đuôi, mũi hướng luồng khí phụt động cơ chính tự động quay từ 60° tới 25° trong quá trình chạy đà cất cánh, trước khi dần quay về vị trí ngang khi động cơ nâng tắt.
Những chiếc tàu Dự án 1143 thường có khả năng mang theo 12 chiếc Yak-38, cùng 2 hay 3 chiếc Yak-38U phụ trợ khác, ngoài ra theo yêu cầu với một trung đoàn không quân độc lập nó còn mang theo hai phi đội (chủ yếu cho mục đích chống tàu ngầm) máy bay trực thăng. Trong số bảy đường băng đáp trên boong mỗi chiếc tàu thuộc Dự án 1143, tất cả đều có thể sử dụng cho Yak-38.

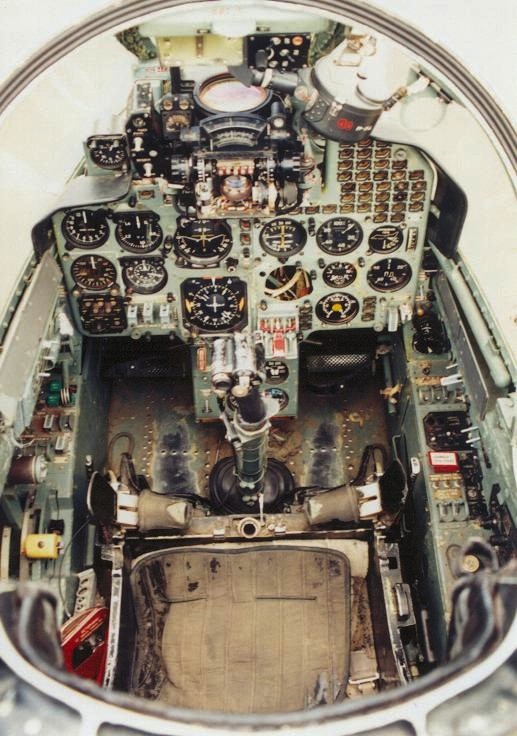
Buồng lái Yak-38

Trong tháng 4 và tháng 5 năm 1980 bốn chiếc Yak-38 và bốn phi công AV-MF được phiên chế tới Afghanistan như một phần trong chiến dịch thử nghiệm kéo dài 50 ngày với mã hiệu Romb-1, dù những điều kiện thời tiết ‘nóng và dữ dội’ khiến các phi vụ thực sự không thể diễn ra, tổng cộng 12 chuyến xuất kích tấn công đã được thực hiện, nhưng chỉ 2 quả bom 100-kg được mang theo. Trong sự kiện này hoạt động của Yak-38 càng ít có khả năng diễn ra bởi sự triển khai trong tình trạng ‘gần hoạt động’ của Romb-1 (vốn cũng liên quan tới nguyên mẫu thứ nhất và thứ ba của loại Su-25). Máy bay tham gia chiến dịch không được dự định tham gia chiến đấu, mà chỉ thử nghiệm dưới những điều kiện giả lập chiến trường ở nhiệt độ cao. Dù thực chất không tham gia chiến dịch, chiếc máy bay liên quan tới những cuộc thử nghiệm Romb buộc phải xuất kích chiến đấu theo lệnh của các vị chỉ huy sư đoàn, trên cơ sở hoạt động bất ngờ. Những chiếc Yak-38 và nguyên mẫu Su-25 hoạt động tại một căn cứ không quân được chuẩn bị đặc biệt gần Shindand. Thậm chí với chất tải nhiên liệu và vũ khí rất nhỏ chiếc Yak-38 cho thấy nó không thể hoạt động trong những giờ nắng nóng trong ngày (khoảng sau 0500 giờ).
Tháng 9 năm 1982 Novorossiysk, chiếc tàu thứ ba thuộc Dự án 1143 chính thức đi vào hoạt động. Tới thời điểm đó kỹ thuật cất hạ cánh thẳng đứng đã được luyện tập kỹ càng khiến tổng thời gian hoạt động và khả năng của loại máy bay đó đã được khai thác ở mức tối đa trong khi Novorossiysk đi tới Severomorsk để tham gia Hạm đội Thái Bình Dương. Trên biển, Yak-38 không bị hạn chế hoạt động riêng trên boong các tàu thuộc Dự án lớp 1143. Tháng 9 năm 1983 các phi công AV-MF đã tiến hành phi vụ từ chiếc tàu dân sự ‘Ro-Ro’ Agostinio Neto, và các phi công NII-VVS tiến hành những cuộc thử nghiệm nữa trên một con tàu dân sự ‘Ro-Ro’ khác, Nikolai Cherkasov. Trong cả hai cuộc thử nghiệm này, sàn đáp chống nhiệt đều được sử dụng; các cuộc thử nghiệm hạ cánh trên đất liền khác cũng được thử nghiệm trên những sàn đáp phân tán, một khái niệm tương tự các hoạt động của những chiếc Harrier thuộc Không lực Hoàng gia Anh ở Tây Đức.
Theo Yakovlev, Không lực Hoàng gia đã đưa vào sử dụng 241 chiếc Harriers trong giai đoạn 1969-81. Thời gian này, Không lực Hoàng gia thiệt hại 25 phi công và có 83 vụ tai nạn khi hạ cánh trong khi hải quân Sô viết đưa vào sử dụng 115 chiếc Yak-38 trong giai đoạn 1974-80, và chỉ mất 4 phi công cùng 36 vụ tai nạn khi hạ cánh.

## Các biến thể

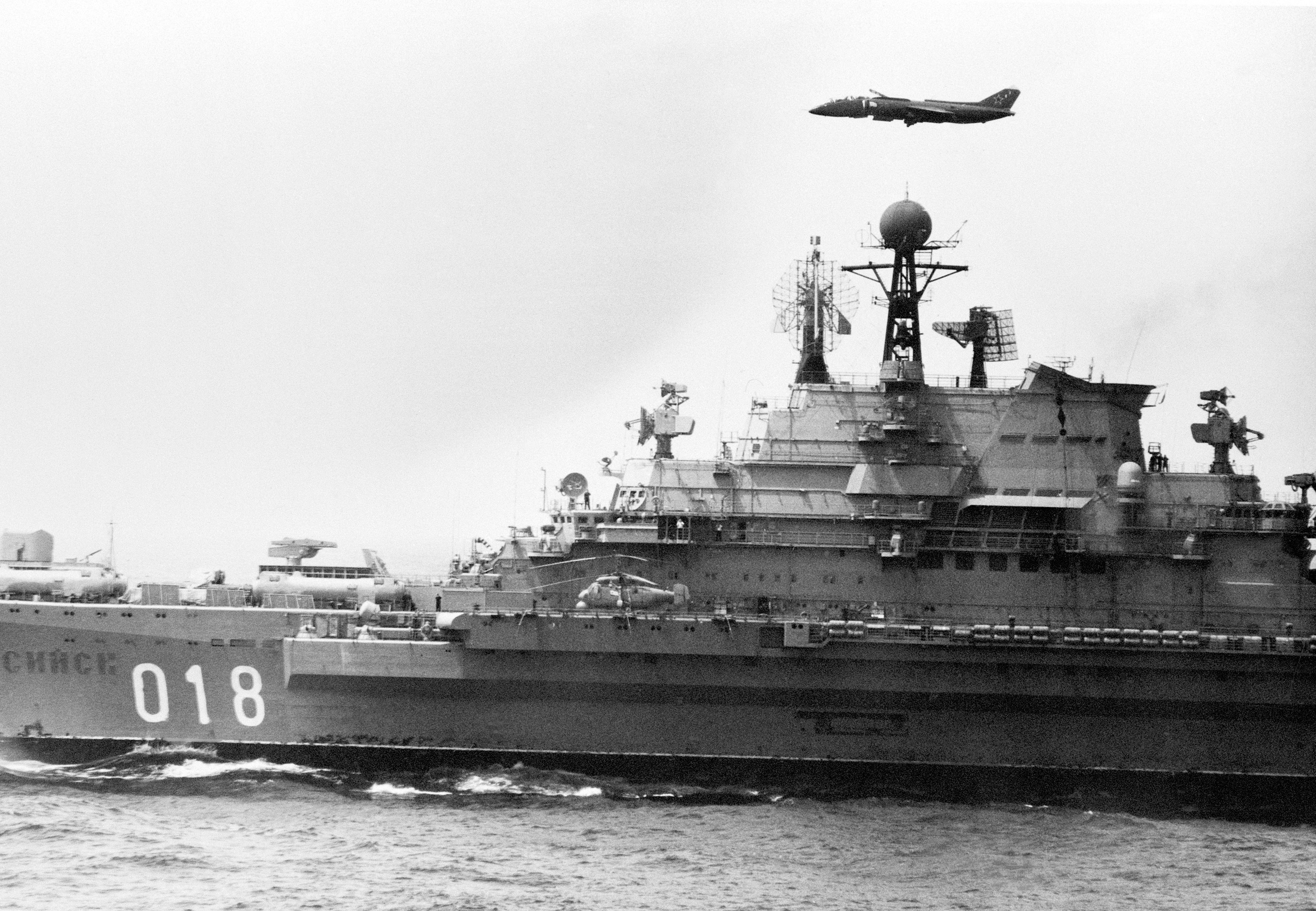
Yak-38U trên tàu Novorossiysk

### Yak-36 M "Forger"
Phiên bản sản xuất đầu tiên trước khi được chính thức đặt tên Yak-38 nó từng được gọi là Yak-36 M, kiểu này hơi khác Yak-38. Chiếc máy bay có trọng lượng chỉ 6650 kg trong khi Yak-38 có trọng lượng 7370 kg và các động cơ hơi yếu hơn.

### Yak-38 "Forger"
Yak-38 là kiểu sản xuất đầu tiên, chuyến bay thứ nhất diễn ra ngày 15 tháng 1 năm 1971, và đi vào phục vụ trong Hàng không Hải quân Sô viết ngày 11 tháng 8 năm 1976. Tổng cộng 143 chiếc Yak-38 đã được chế tạo.

### Yak-38 M "Forger-A"
Yak-38M là một phiên bản cải tiến của Yak-38, khác biệt chính là động cơ mới Tumansky R-28V-300 và hai động cơ Rybinsk RD-38. Trọng lượng cất cánh tối đa khi cất hạ cánh thẳng đứng tăng từ 10.300 kg tới 11.300 kg (hay 12.000 kg khi cất cánh trên đường băng ngắn). Các cửa hút gió hơi được mở rộng và các mấu cứng dưới cánh được tăng cường để có thể mang theo hàng tấn vũ khí. Yak-38 M bắt đầu phục vụ trong Hàng không Hải quân Xô viết sau tháng 6 năm 1985, tổng cộng 50 chiếc Yak-38 M đã được chế tạo.

### Yak-38 U "Forger-B"
Phiên bản huấn luyện hai chỗ ngồi cho Hàng không Hải quân Xô viết, khác biệt so với chiếc máy bay nguyên bản: thân rộng với buồng lái cho hai người. Yak-38 U đi vào hoạt động ngày 15 tháng 11 năm 1978, tổng cộng 38 chiếc Yak-38 U đã được chế tạo và chiếc thứ 38 được chuyển giao năm 1981.

## Những phiên bản không được sản xuất

### Yak-36P (hay Yak-36MF)
Với dự định tăng cường khả năng tấn công ở tốc độ siêu âm cho Yak-36M, máy bay được tích hợp thêm radar AI, tên lửa tầm trung AAM và các thiết bị hoa tiêu tiên tiến. Một động cơ nâng RD-36-35 thứ ba cũng được lắp đặt nhằm giải quyết vấn đề tăng trọng lượng.

### Yak-36-70F
Dự án năm 1970 cho chiếc máy bay chiến đấu siêu âm hạng nhẹ với hai động cơ đốt lần hai (vì thế có hậu tố ‘F’) nâng/đẩy, động cơ nâng riêng biệt bị gỡ bỏ, cửa hút gió thay đổi kích thước.

### Yak-36A
Dự án phiên bản sử dụng động cơ R-49V nâng/đẩy và hai đông cơ nâng; một mẫu thân đã được hoàn thành để thử nghiệm bên dưới chiếc Tu-16LL.

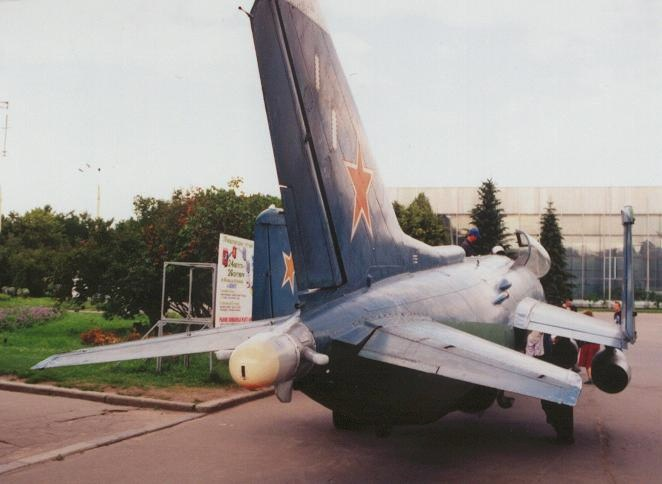
Phía sau của Yak-38

### Yak-36O
Phiên bản cải tiến của Yak-36M với động cơ tạo lực đẩy 15000-kg Type 55 (hay sau đó là động cơ R-61V), thân được thiết kế lại.

### Yak-38L (Yak-38I?)
động cơ AL-21F nâng/đẩy thay thế R-27V-300.

### Yak-38MP
Yak-38M được lắp đặt một hệ thống vũ khí lấy từ chiếc MiG-29 gồm cả radar N019 và hệ thống hoa tiêu/tấn công hiện đại.

### Yak-39
Dự án máy bay chiến đấu/tấn công đa nhiệm khởi động từ năm 1983, sử dụng một động cơ R-28V-300 và hai RD-48, hệ thống điện tử hàng không PRNK-39; radar đa phương thức S-41D, cánh rộng, tăng dung tích bình nhiên liệu và các kiểu vũ khí mang theo ngoài dựa trên các hệ thống Shkval hay Kaira PGM.

## Dấu hiệu
Trên chiếc Yak-38 nguyên bản hệ thống màu được lựa chọn là sơn chống ăn mòn màu xanh lá cây tối phía dưới, màu xanh dương tối phía trên. Sau này nó được thay thế bằng lớp sơn xám sáng trên nền sơn xám tối, thường áp dụng trên chiếc Yak-38M. Một hệ thống xanh lá cây trên màu bạc ‘tiger’ ngụy trang được thông báo đã từng được quan sát thấy trên một chiếc Yak trên tàu Leningrad năm 1986, màu sơn này có lẽ chỉ được dùng trên một chiếc. Những màu sơn ngụy trang đặc biệt khác có thể đã được dùng trên những chiếc thử nghiệm trong chiến dịch Romb-1 ở Afghanistan năm 1980.

## Các nước sử dụng
- Liên bang Xô viết
  - Hàng không Hải quân Xô viết
- Ukraina
  - Không quân Ukraina

## Đặc điểm kỹ thuật (Yakovlev Yak-38M)

### Đặc điểm riêng
- Phi đoàn: 1
- Chiều dài: 16.37 m (50 ft 1 in)
- Sải cánh: 7.32 m (24 ft 0 in)
- Chiều cao: 4.25 m (14 ft 5 in)
- Diện tích : 18.5 m² (199 ft²)
- Trọng lượng rỗng: 7.385 kg (16.281 lb)
- Trọng lượng cất cánh: n/a
- Trọng lượng cất cánh tối đa: 11.300 kg (28.700 lb)
- Động cơ:
  - 1× động cơ phản lực cánh quạt Tumansky R-28 V-300, lực đẩy 66.7 kN (15.000 lbf)
  - 2x động cơ phản lực cánh quạt Rybinsk RD-38, lực đẩy 31.9-kN (7.870 lbf) mỗi chiếc

### Hiệu suất bay
- Vận tốc cực đại: 1.050 km/h (652 dặm/giờ)
- Tầm bay: 1.300 km (807 dặm)
- Trần bay: 11.000 m (36.089 ft)
- Vận tốc lên cao: 4.500 m/phút (39.400 ft/phút)
- Lực nâng của cánh: n/a
- Lực đẩy/trọng lượng: 1+

### Vũ khí
- Súng: súng chùm GSh-23L (GP-9), súng này có thể được mang trên một hoặc hai giá súng PUK-23-250 được gắn dưới mấu cánh ngoài
- Bom: hai quả bom FAB-500 (hay bốn quả FAB-250) dưới mấu cánh, hay hai quả bom cháy ZB-500, hay hai quả bom hạt nhân chiến thuật RN-28.
- Rocket: nhiều kiểu rocket (lên tới 240 millimét)
- Tên lửa: hai tên lửa chống tàu Kh-23 trọng lượng 285 kg, được điều khiển bằng radio (MCLOS) và có tầm bắn 10 kilômét, tên lửa không đối đất có điều khiển (ASMs), và cần mang theo bộ phận điều khiển trên một trong hai mấu cứng, hai tên lửa không đối không R-60 hay R-60M có thể được lắp đặt dưới mấu cứng.
- Trang bị khác: bình nhiên liệu phụ.